# باتريك جاي. أدامز
باتريك يوهانس ادامز(بالإنجليزية: Patrick Johannes Adams) مولود في 7 أغسطس 1981, ممثل كندي ومخرج معروف لأداءه شخصية مايك روس في مسلسل سوتس.

## نشأته
ولد آدامز في تورونتو، أونتاريو، كندا. والدته روان مارش. الأب هو الصحفي كلود أدامز. بعد طلاق والديه، انتقل آدمز من تورنتو إلى لوس أنجلوس في سن 19، حيث التحق بجامعة جنوب كاليفورنيا.

## روابط خارجية
- باتريك جاي. أدامز على موقع IMDb (الإنجليزية)
- باتريك جاي. أدامز على موقع ألو سيني (الفرنسية)
- باتريك جاي. أدامز على موقع تيرنر كلاسيك موفيز (الإنجليزية)
- باتريك جاي. أدامز على موقع أول موفي (الإنجليزية)
- باتريك جاي. أدامز على موقع إن إن دي بي (الإنجليزية)
- باتريك جاي. أدامز على موقع قاعدة بيانات الفيلم (الإنجليزية)
- باتريك جاي. أدامز على موقع كينوبويسك (الروسية)